# Torre de Francia
La Torre de Francia es un edificio de la ciudad de Valencia (España). Actualmente es el segundo más alto de la ciudad después de la Torre Hilton. Cuenta con 115 metros y 35 plantas. Es de uso residencial y está situado en la Avenida de Francia, frente al Jardín del Turia y de la Ciudad de las Artes y las Ciencias. Inicialmente el edificio iba a contar con un restaurante de cristal en la parte superior, el cual nunca se llegó a realizar. Fue completado en 2002. 
Fue galardonado con el Premio al Mérito Inmobiliario y Urbanístico de 2003.

## Galería

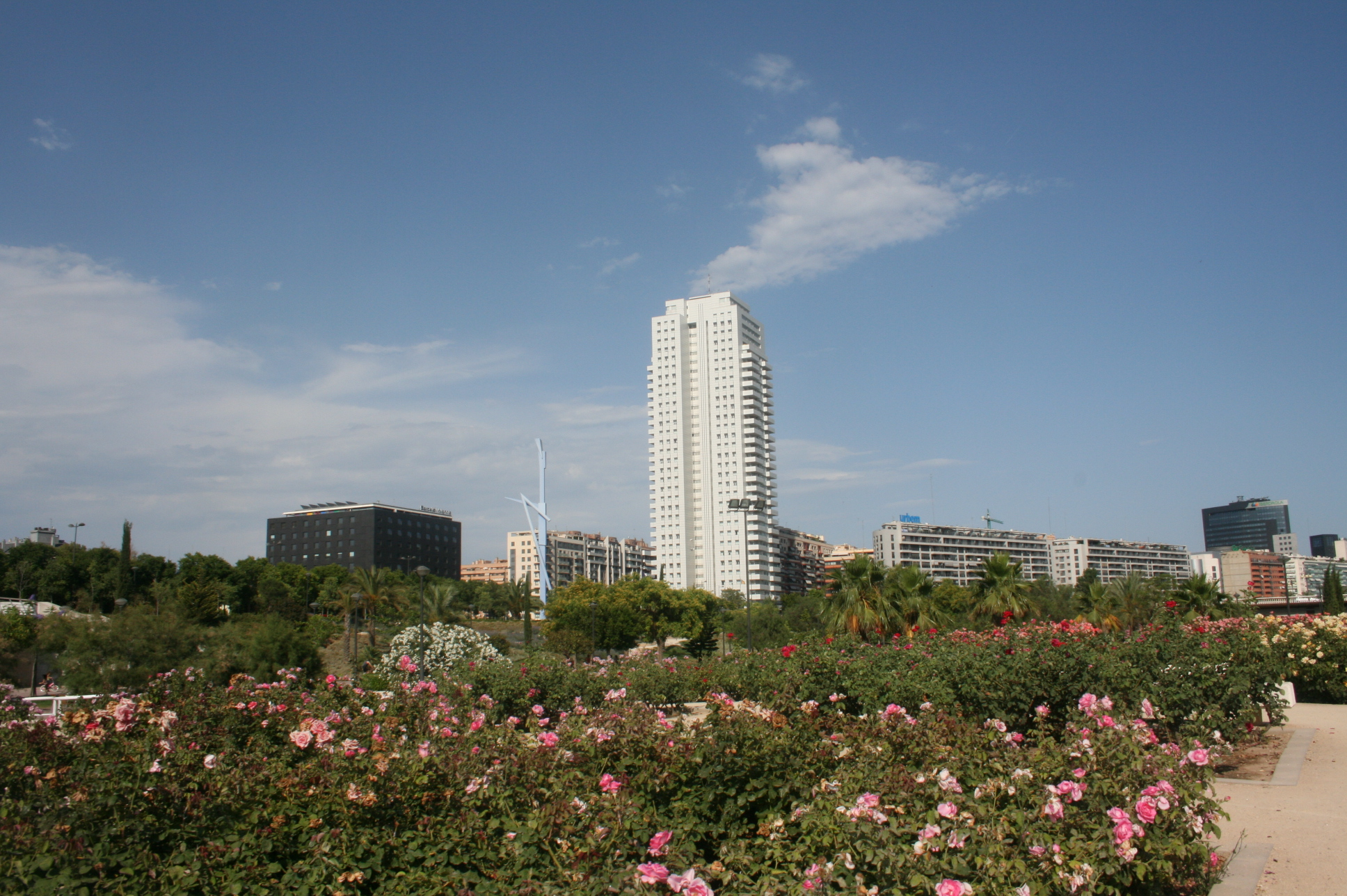
Edificio desde la distancia.
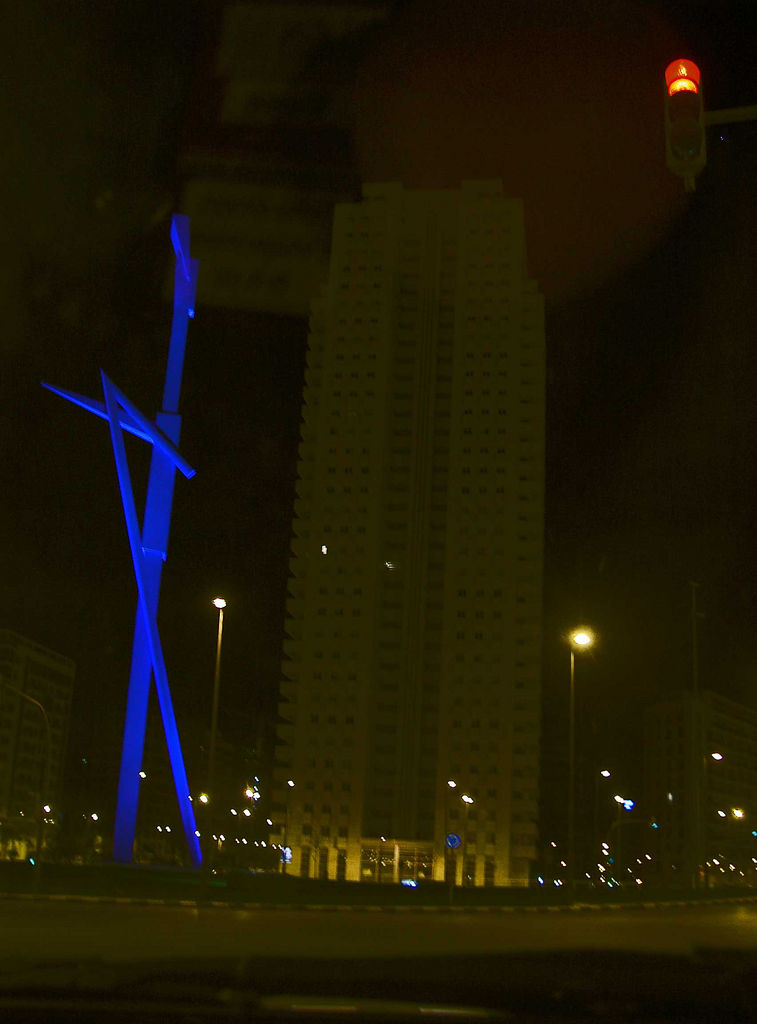
El Parotet y la torre detrás, por la noche.
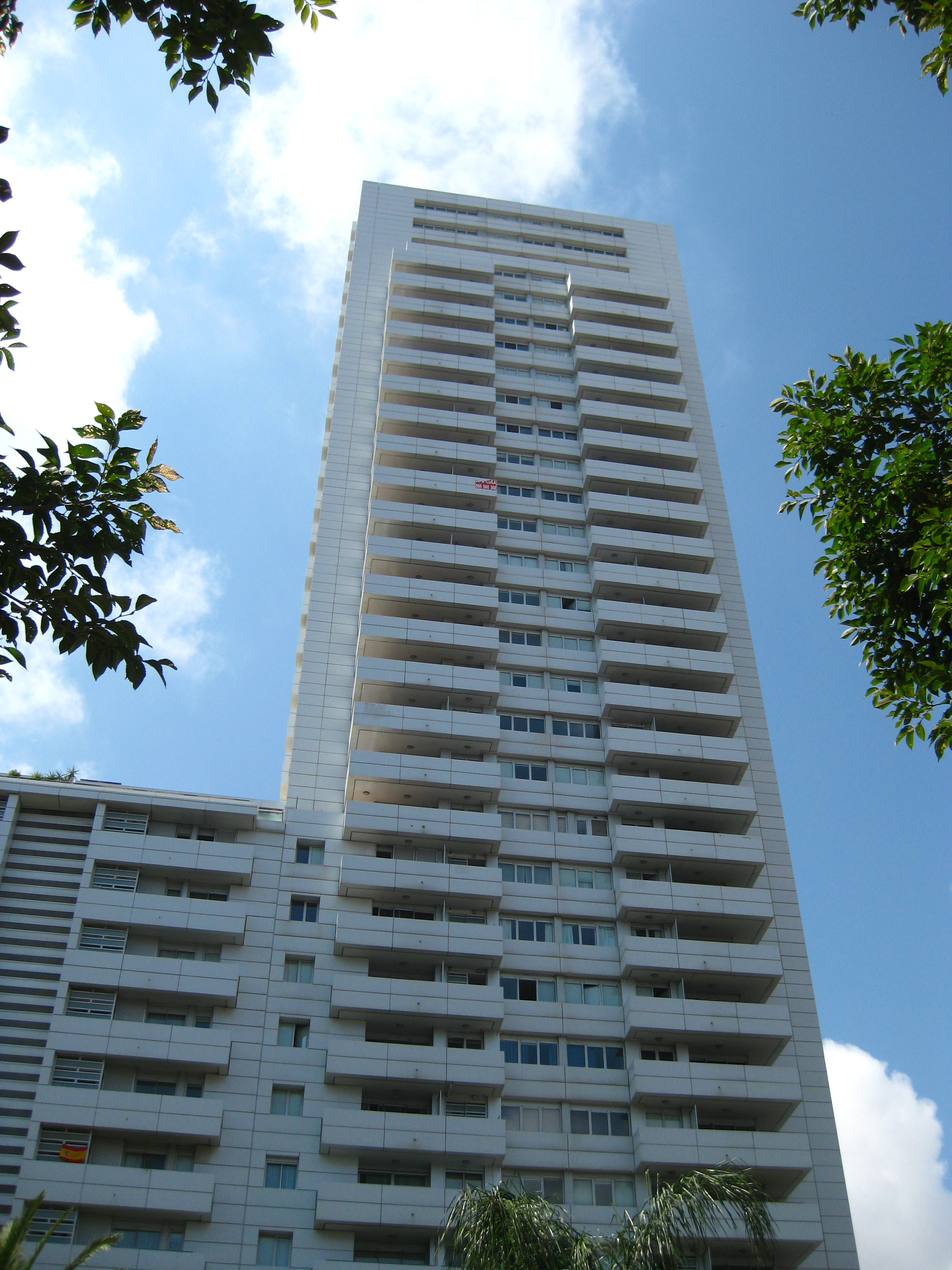
Foto desde la base.
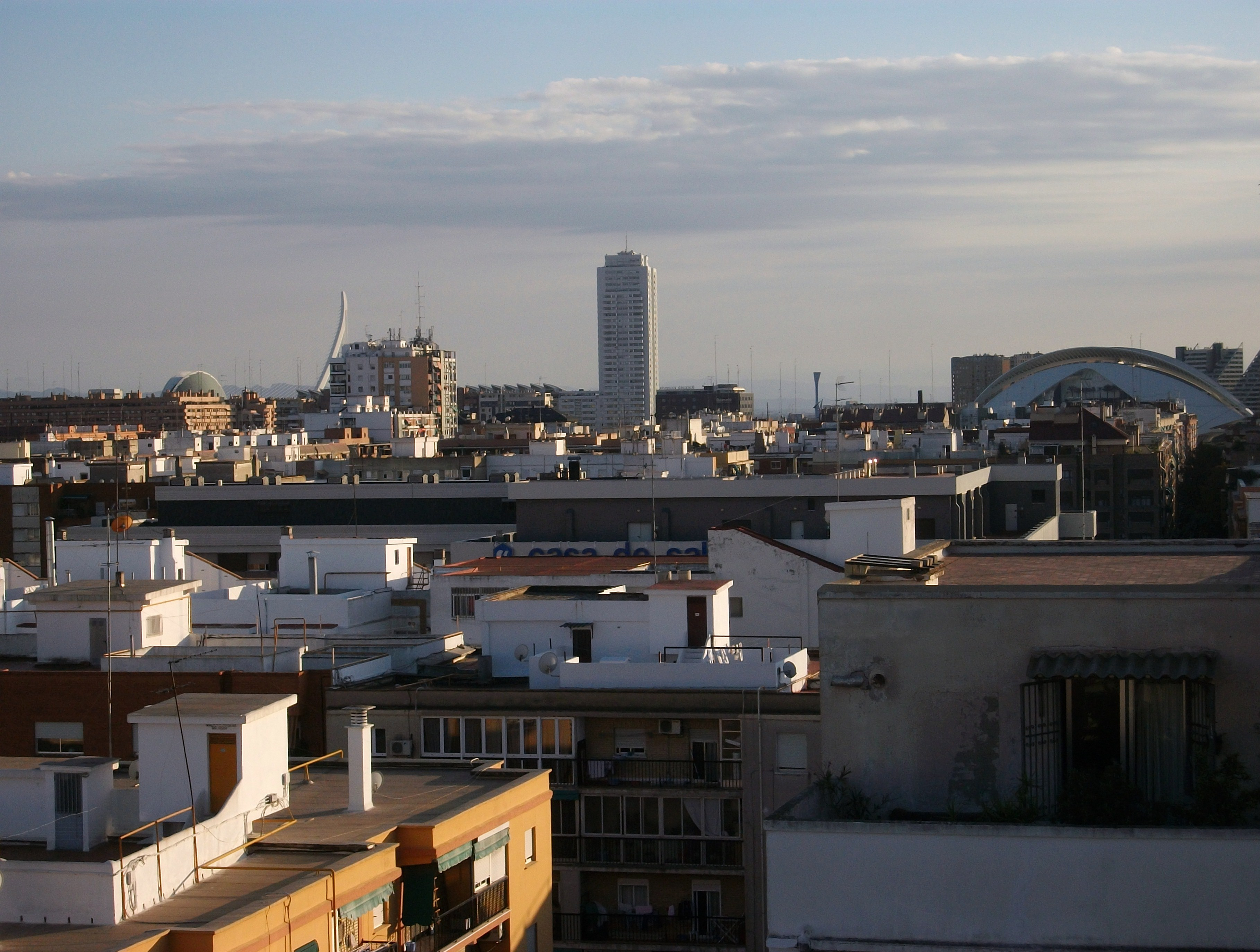
Vista del edificio entre los tejados de Valencia.